# Бугаенко, Фёдор Дмитриевич
Фёдор Дмитриевич Бугае́нко (11 марта 1929, с. Бобринка, Нововаршавский район Омская область — 7 мая 1992, Омск) — омский скульптор, заслуженный художник РСФСР.

## Биография
Родился в селе Бобринка Нововаршавского района Омской области.
В 1951 году окончил училище прикладного и декоративного искусства в Вижнице Черновицкой области, в 1957 — Институт прикладного и декоративного искусства в г. Львове.
Скульптор монументальных и станковых форм. Творческое становление Ф. Д. Бугаенко происходило уже в Омске в 1960-е гг. Член Союза художников с 1962 г., принимал активное участие в его деятельности. Участник областных, зональных, республиканских, зарубежных и других выставок. Персональные выставки (1980, 1992).
Умер 7 мая 1992 года. Похоронен на Северо-Восточном кладбище Омска.

## Работы
Среди работ: памятник «Борцам революции» на станции Марьяновка (1960), мемориальный ансамбль в сквере Борцов революции (1967, 1987), мемориальный ансамбль погибшим воинам в Великой Отечественной войне в с. Лузино (1974), памятник венгерскому революционеру-интернационалисту Карою Лигети (1979), скульптурные работы «П. И. Чайковский» (1983), «Нежность» (1976), «Материнство» (1959), «Обнажённая» (1968).
Ф. Д. Бугаенко создал ряд скульптурных портретов известных омичей: художников Н. М. Брюханова и Кондратия Белова, поэта Тимофея Белозёрова, артиста П. С. Некрасова.

## Награды
- 1970 — Медаль «В ознаменование 100-летия со дня рождения Владимира Ильича Ленина»
- 1971 — Медаль «За трудовое отличие»
- 1980 — Заслуженный художник РСФСР